# Reinhold Klika
Reinhold Klika (* 1. Februar 1962 in Braunau am Inn) ist ein österreichischer Journalist und PR-Berater.
Internationale Aufmerksamkeit erregte der langjährige Redaktionsleiter der Braunauer Rundschau im Jahr 2000 durch seine Initiative „Braunau setzt ein Zeichen“.
Reinhold Klika war es gelungen, alle im Braunauer Gemeinderat vertretenen Parteien für die Unterstützung seines Aufrufes zu gewinnen. Ein konkreter Inhalt der Initiative sollte das Projekt Haus der Verantwortung sein.
Klika ist auch Initiator des Aenus-Preises für grenzüberschreitende Aktivitäten im Gebiet der Inn-Salzach-Euregio, weiters Präsident des Innviertler Fußballcups, Obmann der Sportunion St. Peter am Hart und Bezirksobmann der Union.
Seit 1. Januar 2007 leitet Reinhold Klika die Medien-, PR- und Event-Agentur „Innblick“.